# Johannes Petersen (Pädagoge)

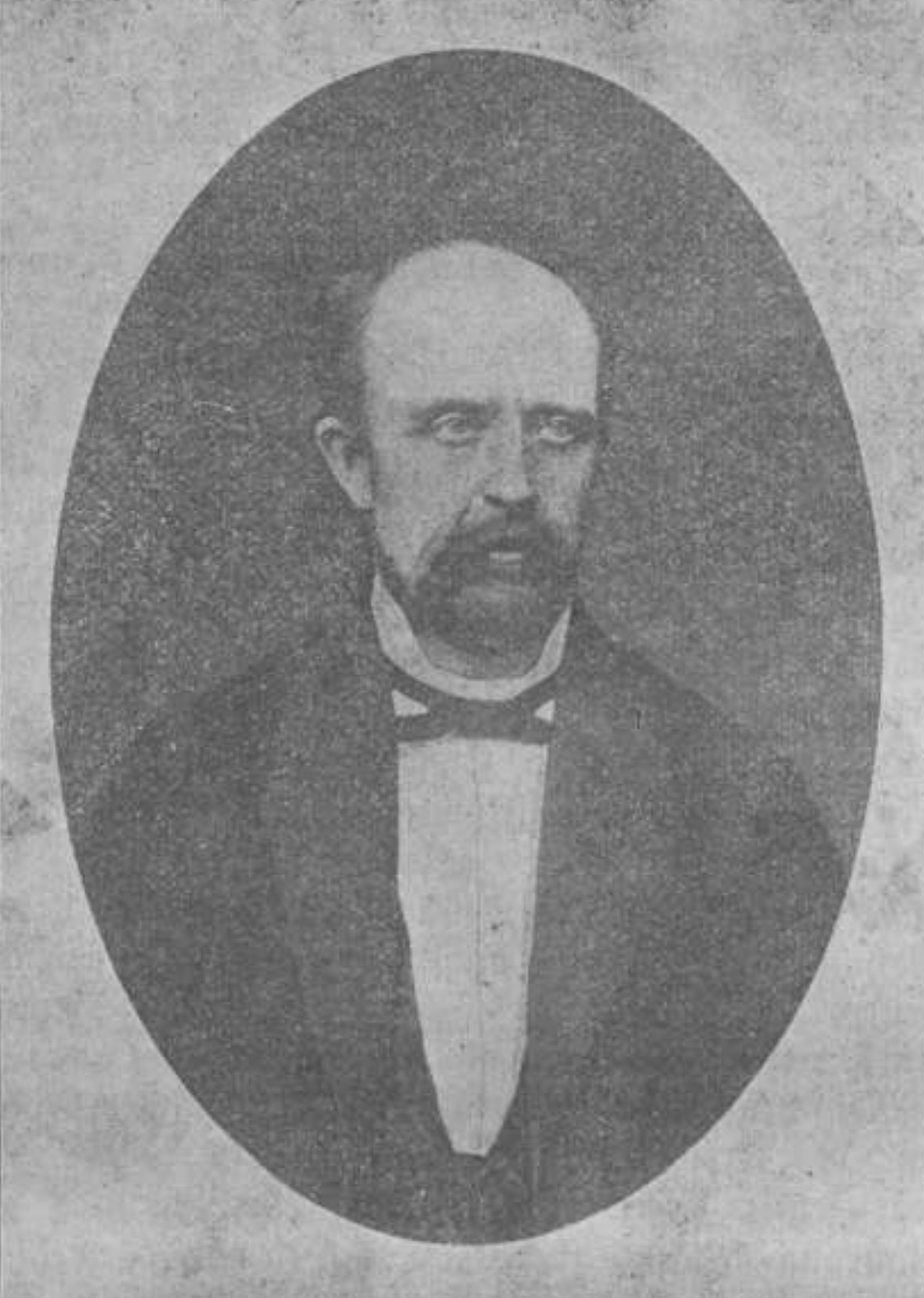
Johannes Petersen

Johannes Peter Christian Petersen (* 6. Januar 1837 in Eggebek; † 4. Dezember 1887) war ein deutscher Pädagoge und Schriftsteller. 

## Leben
Petersen war der älteste Sohn des Küsters Thomas Petersen in Eggebek. Schon nach seiner Konfirmation 1852 wurde er Präparand in der Küsterschule in Satrup. Von 1853 bis 1855 war er dann an der Schule in Bosum, wo er unter Anleitung eines erfahrenen Lehrers kleinere Schüler unterrichtete. Anschließend besuchte er bis 1857 das Seminar in Skaarup. Dann war Petersen drei Jahre lang als Hauslehrer in Schwanholm in Angeln tätig. 1860 wechselte Petersen an eine öffentliche Schule in Flensburg, ein Jahr später ging er an eine Mädchenschule in Schleswig. Er heiratete die Tochter des Pastors Petersen aus Großenwiehe, die nach der Geburt zweier Kinder schon 1864 starb. 1865 wurde Johannes Petersen an das Lehrerseminar nach Tondern berufen, wo er zehn Jahre lang unterrichtete. Nebenbei verfasste er Gedichte, Lustspiele und Tragödien. 1866 heiratete er Anna Pörksen aus Hoyer.
1876 wurde Johannes Petersen zum Kreisschulinspektor in Apenrade ernannt. In den 1880er Jahren erkrankte er an Tuberkulose und unternahm in den Jahren 1883 bis 1886 mehrere Kur-Reisen. 

## Werke (Auswahl)
- Der schwarze Graf, Tragödie. Agentur der Deutschen Genossenschaft dramatischer Autoren und Componisten, Leipzig 1876.
- Faust und Brand. Hamlet: zwei Vorträge. Perthes, Gotha 1890 (Digitalisat).
- Rahel, Tragödie. Mutze, Leipzig 1891.
- Gebrüder Hagedorn, Tragödie. Mutze, Leipzig 1891.
- Schöner Egoismus. In: Hamburgische Schulzeitung. Bd. 3 (1895), Heft 29, S. 225–228 und Heft 30, S. 233–237.
- Korfitz Lind. Tragödie. H. Lühr & Dircks, Garding 1904.